# Conjuration
Conjuration – czwarty minialbum nagrany przez grupę muzyczna Behemoth. Wydawnictwo ukazało się 14 września 2003 roku nakładem wytwórni muzycznej Regain Records. W Stanach Zjednoczonych płyta ukazała się nakładem Olympic Recordings wraz z dodatkowymi utworami oraz zmieniona okładką w kolorze złotym. Nagrania zostały zrealizowane w lubelskich Hendrix Studios (czerwiec – wrzesień, 2002 rok) podczas sesji nagraniowej do albumu pt. Zos Kia Cultus (Here and Beyond). Nagrania 4-7 zostały zrealizowane 13 października 2001 roku podczas występu zespołu na Mystic Festival.

## Lista utworów
Opracowano na podstawie materiału źródłowego.
| Nr | Tytuł utworu                       | Słowa                     | Muzyka                                                 | Długość |
| -- | ---------------------------------- | ------------------------- | ------------------------------------------------------ | ------- |
| 1. | „Conjuration ov Sleep Daemons”     | Krzysztof Azarewicz       | Adam Darski, Mateusz Śmierzchalski, Zbigniew Promiński | 3.24    |
| 2. | „Wish" (cover Nine Inch Nails)”    | Trent Reznor              | Trent Reznor                                           | 3.37    |
| 3. | „Welcome to Hell" (cover Venom)”   | Conrad Lant, Anthony Bray | Conrad Lant, Anthony Bray                              | 3.15    |
| 4. | „Christians to the Lions" (live)”  | Adam Darski               | Adam Darski                                            | 3.49    |
| 5. | „Decade of Therion" (live)”        | Krzysztof Azarewicz       | Adam Darski                                            | 3.47    |
| 6. | „Antichristian Phenomenon" (live)” | Adam Darski               | Adam Darski                                            | 5.02    |
| 7. | „Chant for Eschaton 2000" (live)”  | Krzysztof Azarewicz       | Adam Darski                                            | 6.44    |
|    |                                    |                           |                                                        | 0:26    |

| Utwory dodatkowe – edycja amerykańska | Utwory dodatkowe – edycja amerykańska   | Utwory dodatkowe – edycja amerykańska | Utwory dodatkowe – edycja amerykańska | Utwory dodatkowe – edycja amerykańska |
| Nr                                    | Tytuł utworu                            | Słowa                                 | Muzyka                                | Długość                               |
| ------------------------------------- | --------------------------------------- | ------------------------------------- | ------------------------------------- | ------------------------------------- |
| 1.                                    | „From the Pagan Vastlands" (live)”      | Tomasz Krajewski                      | Adam Darski                           | 3.38                                  |
| 2.                                    | „Antichristian Phenomenon" (live)”      | Adam Darski                           | Adam Darski                           | 5.05                                  |
| 3.                                    | „LAM" (live)”                           | Krzysztof Azarewicz                   | Adam Darski                           | 4.25                                  |
| 4.                                    | „Satan's Sword (I Have Become)" (live)” | Adam Darski                           | Adam Darski                           | 4.03                                  |
| 5.                                    | „Chant for Eschaton 2000" (live)”       | Krzysztof Azarewicz                   | Adam Darski                           | 6.50                                  |
|                                       |                                         |                                       |                                       | 0:22                                  |

## Twórcy
Opracowano na podstawie materiału źródłowego.
| Zespół Behemoth w składzie - Adam "Nergal" Darski – wokal prowadzący, gitara rytmiczna, gitara prowadząca, produkcja muzyczna, miksowanie - Mateusz "Havoc" Śmierzchalski – gitara rytmiczna, gitara prowadząca - Zbigniew "Inferno" Promiński – perkusja oraz - Marcin "Novy" Nowak – gitara basowa |  | Produkcja - Arkadiusz Malczewski – inżynieria dźwięku, miksowanie - Grzegorz Piwkowski – mastering - Tomasz "Graal" Daniłowicz – oprawa graficzna |

## Wydania
| Rok  | Nr katalogowy  | Format       | Wydawca            | Region            | Źródło |
| ---- | -------------- | ------------ | ------------------ | ----------------- | ------ |
| 2005 | RR0310-041     | CD, EP, Dig  | Regain Records     | Szwecja           | [ 4 ]  |
| 2005 | RRLP 0310-041  | 12", EP      | Regain Records     | Szwecja           | [ 4 ]  |
| 2005 | RRPLP 0310-041 | 12", EP, Pic | Regain Records     | Szwecja           | [ 4 ]  |
| 2005 | OLY0235-2      | CD, EP, Dig  | Olympic Recordings | Stany Zjednoczone | [ 4 ]  |
| 2005 | MYST CD 012    | CD, EP, Dig  | Mystic Production  | Polska            | [ 4 ]  |